# Stippelamarant
De stippelamarant (Lagonosticta rufopicta) is een zangvogel uit de familie Estrildidae (prachtvinken).

## Verspreiding en leefgebied
Deze soort telt 2 ondersoorten:
- L. r. rufopicta: van Senegal en Gambia tot Tsjaad en de Centraal-Afrikaanse Republiek.
- L. r. lateritia: zuidelijk Soedan, noordoostelijk Congo-Kinshasa, zuidelijk Ethiopië, Oeganda en westelijk Kenia.